# Max Heinzer
Max Heinzer (Lucerna, 7 de agosto de 1987) é um esgrimista suíço, vencedor de múltiplas medalhas mundiais e continentais.

## Biografia
Max Heinzer nasceu na cidade de Lucerna, no dia 7 de agosto de 1987. Aos cinco anos de idade, foi apresentado à esgrima por seu irmão mais velho.
Em 2011, Heinzer conquistou a primeira medalha de expressão, o bronze por equipes do Campeonato Mundial. No ano seguinte, fez sua estreia em Olimpíadas nos Jogos de Londres, onde acabou sendo eliminado na segunda rodada.
Entre 2013 e 2016, ganhou múltiplas medalhas continentais, incluindo dois ouros, duas pratas e dois bronzes. No mesmo período, obteve um ouro mundial, uma prata e três bronzes.

## Palmarès
Campeonatos Mundiais
| Ano  | Local     | Evento             | Posição | Ref.   |
| ---- | --------- | ------------------ | ------- | ------ |
| 2018 | Wuxi      | Espada por equipes | 1.ª     | [ 12 ] |
| 2017 | Lípsia    | Espada por equipes | 2.ª     | [ 13 ] |
| 2011 | Catânia   | Espada por equipes | 3.ª     | [ 3 ]  |
| 2014 | Cazã      | Espada por equipes | 3.ª     | [ 14 ] |
| 2015 | Moscou    | Espada por equipes | 3.ª     | [ 15 ] |
| 2019 | Budapeste | Espada por equipes | 3.ª     | [ 16 ] |

Campeonatos Europeus
| Ano  | Local       | Evento             | Posição | Ref.   |
| ---- | ----------- | ------------------ | ------- | ------ |
| 2012 | Legnano     | Espada por equipes | 1.ª     | [ 17 ] |
| 2013 | Zagrebe     | Espada por equipes | 1.ª     | [ 6 ]  |
| 2014 | Estrasburgo | Espada por equipes | 1.ª     | [ 5 ]  |
| 2009 | Plovdiv     | Espada por equipes | 2.ª     | [ 18 ] |
| 2015 | Montreux    | Espada individual  | 2.ª     | [ 7 ]  |
| 2016 | Toruń       | Espada individual  | 2.ª     | [ 8 ]  |
| 2011 | Sheffield   | Espada individual  | 3.ª     | [ 19 ] |
| 2012 | Legnano     | Espada individual  | 3.ª     | [ 17 ] |
| 2014 | Estrasburgo | Espada individual  | 3.ª     | [ 14 ] |
| 2015 | Montreux    | Espada por equipes | 3.ª     | [ 11 ] |
| 2022 | Antália     | Espada individual  | 3.ª     | [ 20 ] |